# Alliance (A5345)
Alliance (A5345) je víceúčelová oceánografická výzkumná loď ve vlastnictví NATO. Působí zejména ve prospěch Centra pro námořní výzkum a experimenty (Centre for Maritime Research and Experimentation, CMRE) a Organizace pro vědu a technologie NATO (NATO Science & Technology Organization, STO). Plavidlo původně operovalo pod německou vlajkou. Dne 21. března 2016 bylo předáno Italskému námořnictvu, které zajistilo jeho další provoz ve prospěch NATO. Stalo se tak na základě dohody mezi italským ministerstvem obrany a organizacemi CMRE a STO. Alliance operuje ze základny v La Spezia.
Derivátem plavidla Alliance je výzkumná loď námořnictva Čínské republiky Ta Kuan (AGS-1601).

## Stavba

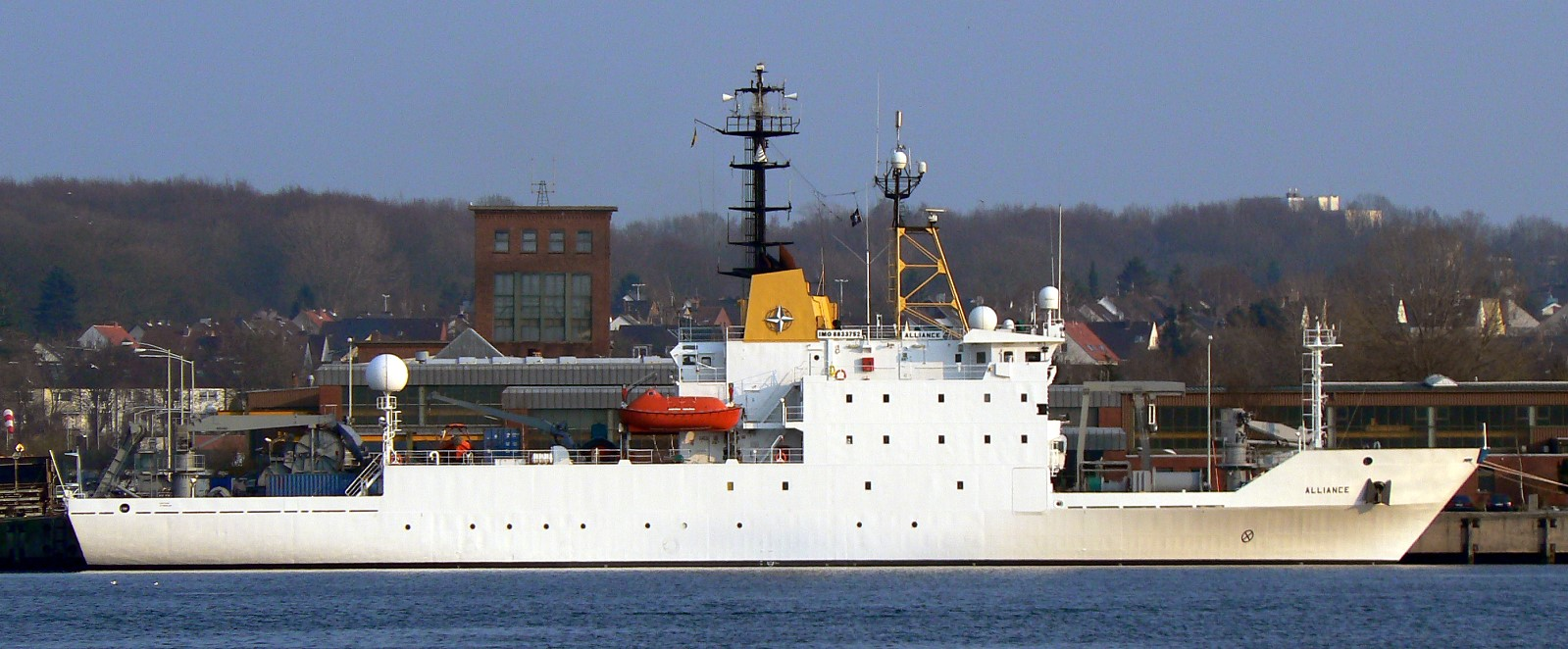
Alliance v Kielu v roce 2008

Plavidlo postavila italská loděnice Fincantieri ve své pobočce v Muggianu u městěa La Spezia. Na vodu bylo spuštěno 9. července 1986 a uživateli byla předána v dubnu 1988.

## Konstrukce

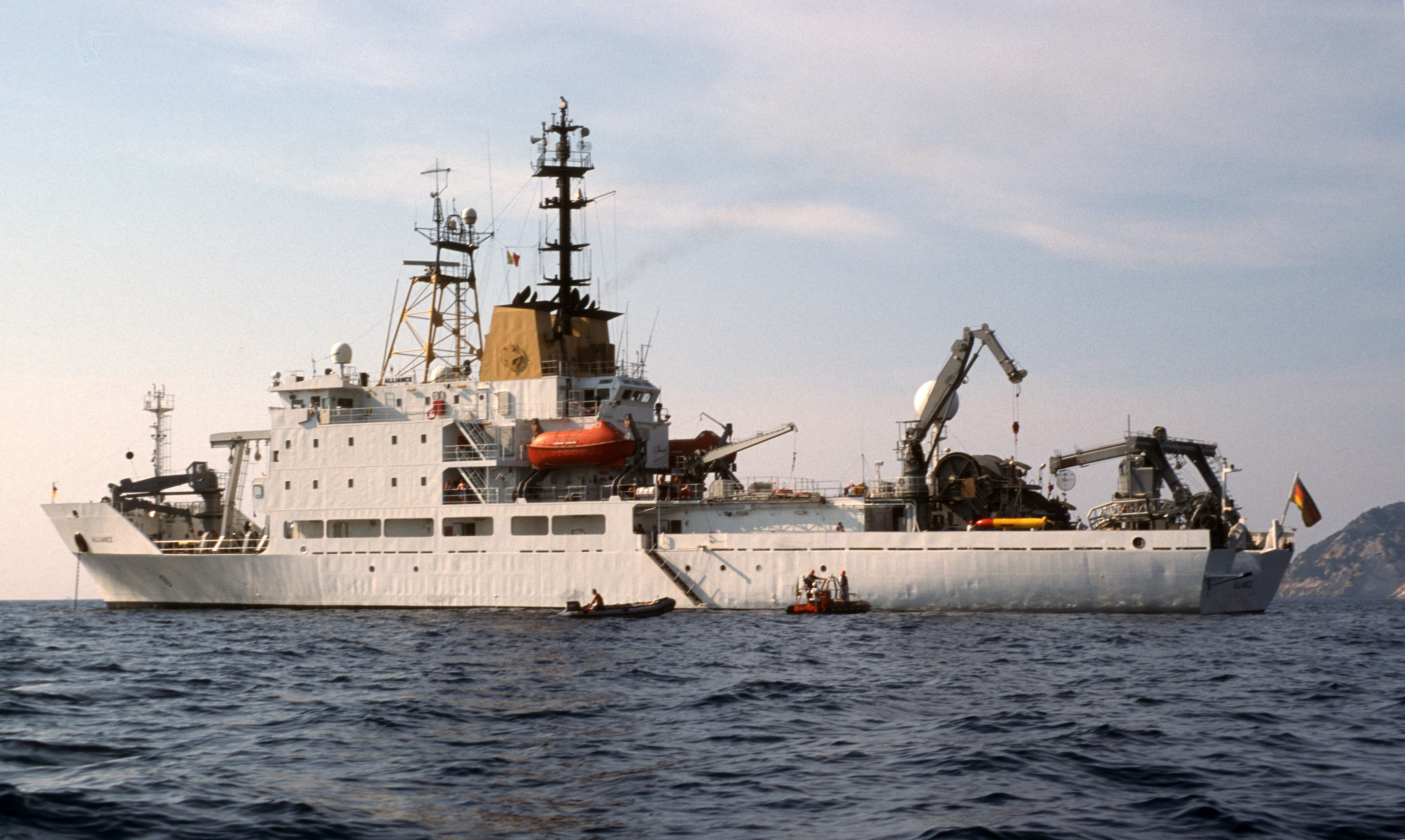
Alliance u ostrova Elba v roce 2003

Plavidlo disponuje 400 m2 pracovních ploch a laboratoří. Kromě 44 členů posádky na něm může působit až dvacet výzkumníků. Je vybaveno pokročilým navigačním a komunikačním vybavením, navijáky a jeřáby pro manipulaci s nákladem a speciálním vybavením. Na palubě může být uloženo pět dvacetistopých a tři třicetistopé ISO kontejnery. Nejvyšší rychlost dosahuje 16 uzlů. Dosah je 7200 námořních mil.